# Llano Blanco (Hidalgo)
Llano Blanco	 es una localidad de México localizada en el municipio de Zimapán en el estado de Hidalgo.

## Geografía
Se encuentra en la Sierra Gorda, le corresponden las coordenadas geográficas 20° 42’ 42.00” de latitud norte y 99° 21’ 09.000” de longitud oeste, con una altitud de 1799 m s. n. m. En cuanto a fisiografía se encuentra en la provincia del Eje Neovolcánico, dentro de la subprovincia de Llanuras y Sierras de Querétaro e Hidalgo; su terreno es de sierra. En lo que respecta a la hidrografía se encuentra posicionado en la región del Pánuco, dentro de la cuenca del río Moctezuma. Cuenta con un clima semiseco templado.

## Demografía
En 2020 registró una población de 753 personas, lo que corresponde al 1.89 % de la población municipal. De los cuales 352 son hombres y 401 son mujeres.
| Gráfica de evolución demográfica de Llano Blanco entre 1990 y 2020 |
|                                                                    |
| Población registrada por los censos y conteos del INEGI.           |